# Andriej Sychra
Andriej Osipowicz Sychra, ros. Андрей Осипович Сихра (ur. około 1773 roku w Wilnie, zm. 21 listopada?/3 grudnia 1850 w Petersburgu) – rosyjski gitarzysta, kompozytor i pedagog czeskiego pochodzenia. Był jednym z najważniejszych popularyzatorów gitary siedmiostrunowej.
Sychra początkowo grał na harfie. Na początku 1801 roku przeniósł się do Moskwy, gdzie popularyzował gitarę siedmiostrunową. W 1812 roku przeniósł się do Petersburga, gdzie pozostał do końca życia. Od 1802 roku Sychra wydawał czasopisma gitarowe, takie jak Journal pour la Guitare à sep cordes czy Sobranije raznogo roda pjes (Собрание разного рода пьес). Najważniejsze z jego czasopism, Pietierburgskij żurnał dla gitary (Петербургский журнал для гитары), ukazywało się od 1826 roku (zachowały się 144 numery). W sumie Sychra wydał ponad 1000 utworów na gitarę siedmiostrunową. 
W 1829 roku Sychra opublikował pierwsze znane wydanie poloneza, znanego później jako Pożegnanie Ojczyzny, lecz w tonacji g-moll (nie w a-moll) i bez podania autora.